# Grevillea brownii
Grevillea brownii är en tvåhjärtbladig växtart som beskrevs av Meissn.. Grevillea brownii ingår i släktet Grevillea och familjen Proteaceae. Inga underarter finns listade i Catalogue of Life.